# Gwythyr
Gwythyr fab Greidiawl, auch Gwythyr ap Greidawl, ist der Name einer Sagengestalt aus dem Mabinogion in der walisischen Mythologie.

## Mythologie
Die Figur von Gwythyr unterliegt in den einzelnen Versionen des Mabinogion einer steten Änderung. Er wird in den Trioedd Ynys Prydein („Die Triaden der Insel Britannien“) als Vater Guineveres, der Gattin von König Arthur, genannt.
In einer Vorgeschichte der Erzählung Culhwch ac Olwen („Die Geschichte von Culhwch und Olwen“) ist Gwythyr der Verlobte von Creiddylad. Sie wird jedoch kurz vor der Hochzeit von Gwynn fab Nudd entführt. Den Streit schlichtet König Arthur, indem er bestimmt, dass die beiden Rivalen von nun an bis zum Jüngsten Gericht jeweils am 1. Mai (Beltaine) einen Zweikampf auszutragen hätten. Der endgültige Sieger am Ende der Zeiten erhalte sodann Creiddylad zur Frau.
In einer anderen Version ist Gwythyr einer der Begleiter Arthurs bei der Erfüllung der Aufgaben, die Ysbaddaden dem Brautwerber Culhwch stellt, damit er Olwen heiraten darf. Eine der Aufgaben ist die Erringung des Blutes der „Schwarzen Hexe Orddu“ und hier ist Gwythyr der Begleiter des Königs in der Unterwelt.